# Llacuna metróállomás
Llacuna egyike a Spanyolországban található barcelonai metró metróállomásainak.

## Metróvonalak
Az állomást az alábbi metróvonalak érintik:
- 4-es metróvonal

## Kapcsolódó állomások
Az állomáshoz az alábbi állomások vannak a legközelebb:
- Bogatell (Trinitat Nova, 4-es metróvonal)
- Poblenou (La Pau, 4-es metróvonal)